# WST Pro Series 2021
Die WST Pro Series 2021 war ein Snooker-Weltranglistenturnier im Gruppenmodus im Rahmen der Main-Tour-Saison 2020/21. Es wurde in zwei Abschnitten vom 18. bis 25. Januar und vom 9. bis 21. März ausgetragen. Veranstaltungsort war wie bei fast allen Turnieren der Saison Milton Keynes, allerdings dort nicht die Marshall Arena, sondern erstmals der benachbarte Ballroom. Es war die erste Ausgabe dieses Turniers.
Sieger wurde der Weltranglisten-12. Mark Williams, der sich in der Finalgruppe mit 6 Siegen aus 7 Partien durchsetzte. Ali Carter und Sam Craigie belegten mit jeweils 5 Siegen die folgenden Plätze. Für Williams war es der 23. Sieg bei einem Ranglistenturnier. Für Craigie war der 3. Platz sein bestes Karriereergebnis.
Gary Wilson gelang in Runde 1 ein Maximum Break. Es war das neunte 147er-Break der Saison und das dritte in Wilsons Karriere.

## Hintergrund und Modus
Als wegen der Corona-Pandemie die Saison 2019/20 unterbrochen werden musste, wurde vor der Fortsetzung die Championship League in einer abgeänderten Form für 64 Spieler wieder aufgelegt, um die notwendigen Hygienemaßnahmen und die Spielstätte zu testen. Der Test verlief erfolgreich, deshalb gab es zu Beginn dieser Saison eine weitere Ausgabe, diesmal aber als Ranglistenturnier für alle 128 Profis. Dafür wurde das Teilnehmerfeld in 32 Gruppen zu je 4 Spielern aufgeteilt. Da man danach wieder zum alten Format als Einladungsturnier für wenige Spieler zurückkehren, aber gleichzeitig ein Turnier mit Gruppenrunden für alle Spieler haben wollte, wurde die Pro Series der World Snooker Tour neu eingeführt.
Es ist ein reines Rundenturnier mit drei Stufen. Die 128 Teilnehmer wurden in Runde 1 in 16 Gruppen à 8 Spieler aufgeteilt. In jeder Gruppe spielt jeder gegen jeden, was 28 Partien ergibt. Die Partie gewinnt, wer zuerst 2 Frames für sich entscheidet (Best of 3). Die beiden Besten jeder Gruppe rücken in Runde 2 vor. Diese 32 Spieler werden danach wieder in vier Achtergruppen aufgeteilt, die im selben Modus 4 mal 2 Sieger ermitteln. Am Finaltag spielen diese 8 Spieler dann wieder im Modus jeder gegen jeden den Turniersieger aus.

### Preisgeld
Insgesamt wurden bei dem Turnier 420.500 £ ausgeschüttet.
| Erste Runde   | Preisgeld |
| ------------- | --------- |
| Gruppensieger | 4.000 £   |
| Platz 2       | 3.000 £   |
| Platz 3       | 2.500 £   |
| Platz 4       | 2.000 £   |
| Platz 5       | 1.500 £   |
| Platz 6       | 1.000 £   |
| Platz 7       | 500 £     |
| Platz 8       | –         |

| Zweite Runde  | Preisgeld |
| ------------- | --------- |
| Gruppensieger | 10.000 £  |
| Platz 2       | 7.500 £   |
| Platz 3       | 5.000 £   |
| Platz 4       | 4.000 £   |
| Platz 5       | 3.000 £   |
| Platz 6       | 2.000 £   |
| Platz 7       | 1.500 £   |
| Platz 8       | 1.000 £   |

| Finalrunde    | Preisgeld |
| ------------- | --------- |
| Turniersieger | 20.000 £  |
| Platz 2       | 10.000 £  |
| Platz 3       | 7.500 £   |
| Platz 4       | 5.000 £   |
| Platz 5       | 4.000 £   |
| Platz 6       | 3.000 £   |
| Platz 7       | 2.000 £   |
| Platz 8       | 1.000 £   |

## Turnier

### Erste Runde
Die Auftaktrunde wurde in 16 Gruppen zu je 8 Spielern ausgetragen. Die ersten 8 Gruppen spielten vom 18. bis 25. Januar, die anderen 8 Gruppen traten vom 9. bis 16. März an. Es spielte jeweils eine Gruppe pro Tag.
Alle Gruppenspiele wurden im Modus Best of 3 ausgetragen. Die Platzierung ergab sich aus der Punktzahl (gewonnene Partien × 3), bei Punktgleichheit entschied die Framedifferenz. Stimmten zwei Spieler in Punktzahl und Framedifferenz überein, ergab sich aus dem direkten Vergleich, wer höher platziert wurde. Sofern danach immer noch nicht geklärt war, welcher Spieler welchen Platz belegte, so wurde das höchste Break sowie gegebenenfalls das zweithöchste Break usw. herangezogen.

#### Gruppe A
Die Spiele der Gruppe A fanden am 23. Januar statt. Auch in dieser Gruppe setzte sich nur einer der beiden Favoriten durch. Shaun Murphy blieb ungeschlagen, musste aber 5 Mal in den Entscheidungsframe. Michael Holt, an Nummer 23 gesetzt, wurde nur Fünfter. Das Duell um Platz 2 und damit den Einzug in Runde 2 gewann Louis Heathcote (Nummer 63).
| Pos. | Spieler            | Partien | Partien | Partien | Frames | Frames | Frames | Punkte |
| Pos. | Spieler            | =       | G       | V       | G      | V      | ±      | Punkte |
| ---- | ------------------ | ------- | ------- | ------- | ------ | ------ | ------ | ------ |
| 1    | Shaun Murphy       | 7       | 7       | 0       | 14     | 5      | +9     | 21     |
| 2    | Louis Heathcote    | 7       | 5       | 2       | 12     | 7      | +5     | 15     |
| 3    | Alan McManus       | 7       | 5       | 2       | 11     | 6      | +5     | 15     |
| 4    | Xu Si              | 7       | 4       | 3       | 10     | 7      | +3     | 12     |
| 5    | Michael Holt       | 7       | 3       | 4       | 8      | 10     | −2     | 9      |
| 6    | Brian Ochoiski (A) | 7       | 2       | 5       | 6      | 11     | −5     | 6      |
| 7    | Ken Doherty        | 7       | 2       | 5       | 6      | 11     | −5     | 6      |
| 8    | Fraser Patrick     | 7       | 0       | 7       | 4      | 14     | −10    | 0      |

Einzelergebnisse
| Spiel | Spieler 1       | Ergebnis | Spieler 2          |
| ----- | --------------- | -------- | ------------------ |
| 1     | Shaun Murphy    | 02:02    | Brian Ochoiski (A) |
| 2     | Michael Holt    | 02:02    | Fraser Patrick     |
| 3     | Alan McManus    | 02:02    | Ken Doherty        |
| 4     | Louis Heathcote | 12:12    | Xu Si              |
| 5     | Shaun Murphy    | 12:12    | Fraser Patrick     |
| 6     | Michael Holt    | 21:21    | Ken Doherty        |
| 7     | Alan McManus    | 02:02    | Xu Si              |
| 8     | Louis Heathcote | 12:12    | Brian Ochoiski (A) |
| 9     | Shaun Murphy    | 12:12    | Ken Doherty        |
| 10    | Michael Holt    | 20:20    | Xu Si              |
| 11    | Alan McManus    | 20:20    | Louis Heathcote    |
| 12    | Fraser Patrick  | 20:20    | Brian Ochoiski (A) |
| 13    | Shaun Murphy    | 12:12    | Xu Si              |
| 14    | Michael Holt    | 12:12    | Louis Heathcote    |

| Spiel | Spieler 1       | Ergebnis | Spieler 2          |
| ----- | --------------- | -------- | ------------------ |
| 15    | Alan McManus    | 02:02    | Brian Ochoiski (A) |
| 16    | Ken Doherty     | 02:02    | Fraser Patrick     |
| 17    | Shaun Murphy    | 12:12    | Louis Heathcote    |
| 18    | Michael Holt    | 21:21    | Alan McManus       |
| 19    | Xu Si           | 12:12    | Fraser Patrick     |
| 20    | Ken Doherty     | 21:21    | Brian Ochoiski (A) |
| 21    | Shaun Murphy    | 12:12    | Alan McManus       |
| 22    | Michael Holt    | 12:12    | Brian Ochoiski (A) |
| 23    | Louis Heathcote | 12:12    | Fraser Patrick     |
| 24    | Xu Si           | 02:02    | Ken Doherty        |
| 25    | Shaun Murphy    | 02:02    | Michael Holt       |
| 26    | Alan McManus    | 12:12    | Fraser Patrick     |
| 27    | Louis Heathcote | 02:02    | Ken Doherty        |
| 28    | Xu Si           | 02:02    | Brian Ochoiski (A) |

#### Gruppe B
Die Spiele der Gruppe B fanden am 19. Januar statt. Die Nummer 4 des Turniers Kyren Wilson setzte sich klar durch, auch wenn er nach der Vorentscheidung noch zwei Spiele abgab. Überraschend kam Sunny Akani (Nummer 50) auf Platz 2, der sich in den entscheidenden Spielen gegen die favorisierten Chinesen Li Hang und Yuan Sijun durchsetzte.
| Pos. | Spieler         | Partien | Partien | Partien | Frames | Frames | Frames | Punkte |
| Pos. | Spieler         | =       | G       | V       | G      | V      | ±      | Punkte |
| ---- | --------------- | ------- | ------- | ------- | ------ | ------ | ------ | ------ |
| 1    | Kyren Wilson    | 7       | 5       | 2       | 12     | 5      | +7     | 15     |
| 2    | Sunny Akani     | 7       | 5       | 2       | 10     | 5      | +5     | 15     |
| 3    | Pang Junxu      | 7       | 5       | 2       | 11     | 6      | +5     | 15     |
| 4    | Li Hang         | 7       | 4       | 3       | 10     | 9      | +1     | 12     |
| 5    | Yuan Sijun      | 7       | 4       | 3       | 9      | 8      | +1     | 12     |
| 6    | Kacper Filipiak | 7       | 3       | 4       | 8      | 10     | −2     | 9      |
| 7    | Fan Zhengyi     | 7       | 2       | 5       | 6      | 11     | −5     | 6      |
| 8    | Dean Young      | 7       | 0       | 7       | 2      | 14     | −12    | 0      |

Einzelergebnisse
| Spiel | Spieler 1    | Ergebnis | Spieler 2       |
| ----- | ------------ | -------- | --------------- |
| 1     | Kyren Wilson | 12:12    | Fan Zhengyi     |
| 2     | Li Hang      | 12:12    | Dean Young      |
| 3     | Yuan Sijun   | 12:12    | Kacper Filipiak |
| 4     | Sunny Akani  | 12:12    | Pang Junxu      |
| 5     | Kyren Wilson | 02:02    | Dean Young      |
| 6     | Li Hang      | 21:21    | Kacper Filipiak |
| 7     | Yuan Sijun   | 21:21    | Pang Junxu      |
| 8     | Sunny Akani  | 02:02    | Fan Zhengyi     |
| 9     | Kyren Wilson | 02:02    | Kacper Filipiak |
| 10    | Li Hang      | 21:21    | Pang Junxu      |
| 11    | Yuan Sijun   | 20:20    | Sunny Akani     |
| 12    | Dean Young   | 20:20    | Fan Zhengyi     |
| 13    | Kyren Wilson | 02:02    | Pang Junxu      |
| 14    | Li Hang      | 20:20    | Sunny Akani     |

| Spiel | Spieler 1       | Ergebnis | Spieler 2       |
| ----- | --------------- | -------- | --------------- |
| 15    | Yuan Sijun      | 02:02    | Fan Zhengyi     |
| 16    | Kacper Filipiak | 12:12    | Dean Young      |
| 17    | Kyren Wilson    | 02:02    | Sunny Akani     |
| 18    | Li Hang         | 02:02    | Yuan Sijun      |
| 19    | Pang Junxu      | 02:02    | Dean Young      |
| 20    | Kacper Filipiak | 21:21    | Fan Zhengyi     |
| 21    | Kyren Wilson    | 21:21    | Yuan Sijun      |
| 22    | Li Hang         | 12:12    | Fan Zhengyi     |
| 23    | Sunny Akani     | 02:02    | Dean Young      |
| 24    | Pang Junxu      | 02:02    | Kacper Filipiak |
| 25    | Kyren Wilson    | 21:21    | Li Hang         |
| 26    | Yuan Sijun      | 02:02    | Dean Young      |
| 27    | Sunny Akani     | 20:20    | Kacper Filipiak |
| 28    | Pang Junxu      | 02:02    | Fan Zhengyi     |

#### Gruppe C
Die Spiele der Gruppe C fanden am 21. Januar statt. Favorit Stuart Bingham war der erste, der mit 7 Siegen durch die erste Runde kam. Er verlor keinen einzigen Frame. Scott Donaldson, auf Nummer 20 gesetzt, wurde mit vier Niederlagen seiner Favoritenrolle nicht gerecht, stattdessen nutzte die Nummer 44 Sam Craigie die Chance und zog in Runde 2 ein.
| Pos. | Spieler              | Partien | Partien | Partien | Frames | Frames | Frames | Punkte |
| Pos. | Spieler              | =       | G       | V       | G      | V      | ±      | Punkte |
| ---- | -------------------- | ------- | ------- | ------- | ------ | ------ | ------ | ------ |
| 1    | Stuart Bingham       | 7       | 7       | 0       | 14     | 0      | +14    | 21     |
| 2    | Sam Craigie          | 7       | 5       | 2       | 10     | 5      | +5     | 15     |
| 3    | Jamie Clarke         | 7       | 4       | 3       | 9      | 8      | +1     | 12     |
| 4    | Chris Wakelin        | 7       | 4       | 3       | 10     | 9      | +1     | 12     |
| 5    | Scott Donaldson      | 7       | 3       | 4       | 7      | 9      | −2     | 9      |
| 6    | Ashley Carty         | 7       | 3       | 4       | 7      | 10     | −3     | 9      |
| 7    | Billie Castle        | 7       | 2       | 5       | 6      | 11     | −5     | 6      |
| 8    | Jamie Curtis-Barrett | 7       | 0       | 7       | 3      | 14     | −11    | 0      |

Einzelergebnisse
| Spiel | Spieler 1       | Ergebnis | Spieler 2            |
| ----- | --------------- | -------- | -------------------- |
| 1     | Stuart Bingham  | 02:02    | Jamie Curtis-Barrett |
| 2     | Scott Donaldson | 12:12    | Billy Castle         |
| 3     | Sam Craigie     | 02:02    | Ashley Carty         |
| 4     | Chris Wakelin   | 21:21    | Jamie Clarke         |
| 5     | Stuart Bingham  | 02:02    | Billy Castle         |
| 6     | Scott Donaldson | 20:20    | Ashley Carty         |
| 7     | Sam Craigie     | 02:02    | Jamie Clarke         |
| 8     | Chris Wakelin   | 12:12    | Jamie Curtis-Barrett |
| 9     | Stuart Bingham  | 02:02    | Ashley Carty         |
| 10    | Scott Donaldson | 21:21    | Jamie Clarke         |
| 11    | Sam Craigie     | 12:12    | Chris Wakelin        |
| 12    | Billy Castle    | 12:12    | Jamie Curtis-Barrett |
| 13    | Stuart Bingham  | 02:02    | Jamie Clarke         |
| 14    | Scott Donaldson | 20:20    | Chris Wakelin        |

| Spiel | Spieler 1       | Ergebnis | Spieler 2            |
| ----- | --------------- | -------- | -------------------- |
| 15    | Sam Craigie     | 02:02    | Jamie Curtis-Barrett |
| 16    | Ashley Carty    | 20:20    | Billy Castle         |
| 17    | Stuart Bingham  | 02:02    | Chris Wakelin        |
| 18    | Scott Donaldson | 02:02    | Sam Craigie          |
| 19    | Jamie Clarke    | 02:02    | Billy Castle         |
| 20    | Ashley Carty    | 12:12    | Jamie Curtis-Barrett |
| 21    | Stuart Bingham  | 02:02    | Sam Craigie          |
| 22    | Scott Donaldson | 02:02    | Jamie Curtis-Barrett |
| 23    | Chris Wakelin   | 12:12    | Billy Castle         |
| 24    | Jamie Clarke    | 21:21    | Ashley Carty         |
| 25    | Stuart Bingham  | 02:02    | Scott Donaldson      |
| 26    | Sam Craigie     | 02:02    | Billy Castle         |
| 27    | Chris Wakelin   | 12:12    | Ashley Carty         |
| 28    | Jamie Clarke    | 02:02    | Jamie Curtis-Barrett |

#### Gruppe D
Die Spiele der Gruppe D fanden am 12. März statt. Die beiden Favoriten Barry Hawkins und Ricky Walden setzten sich ohne Probleme mit je sechs Siegen durch.
| Pos. | Spieler               | Partien | Partien | Partien | Frames | Frames | Frames | Punkte |
| Pos. | Spieler               | =       | G       | V       | G      | V      | ±      | Punkte |
| ---- | --------------------- | ------- | ------- | ------- | ------ | ------ | ------ | ------ |
| 1    | Barry Hawkins         | 7       | 6       | 1       | 12     | 5      | +7     | 18     |
| 2    | Ricky Walden          | 7       | 6       | 1       | 13     | 6      | +7     | 18     |
| 3    | Jimmy Robertson       | 7       | 4       | 3       | 10     | 6      | +4     | 12     |
| 4    | Alexander Ursenbacher | 7       | 3       | 4       | 8      | 9      | −1     | 9      |
| 5    | Gerard Greene         | 7       | 3       | 4       | 9      | 10     | −1     | 9      |
| 6    | Duane Jones           | 7       | 2       | 5       | 7      | 10     | −3     | 6      |
| 7    | Farakh Ajaib          | 7       | 2       | 5       | 6      | 12     | −6     | 6      |
| 8    | Paul Davison          | 7       | 2       | 5       | 5      | 12     | −7     | 6      |

Einzelergebnisse
| Spiel | Spieler 1             | Ergebnis | Spieler 2             |
| ----- | --------------------- | -------- | --------------------- |
| 1     | Barry Hawkins         | 02:02    | Paul Davison          |
| 2     | Ricky Walden          | 12:12    | Farakh Ajaib          |
| 3     | Jimmy Robertson       | 02:02    | Duane Jones           |
| 4     | Alexander Ursenbacher | 12:12    | Gerard Greene         |
| 5     | Barry Hawkins         | 02:02    | Farakh Ajaib          |
| 6     | Ricky Walden          | 12:12    | Duane Jones           |
| 7     | Jimmy Robertson       | 20:20    | Gerard Greene         |
| 8     | Alexander Ursenbacher | 12:12    | Paul Davison          |
| 9     | Barry Hawkins         | 02:02    | Duane Jones           |
| 10    | Ricky Walden          | 02:02    | Gerard Greene         |
| 11    | Jimmy Robertson       | 02:02    | Alexander Ursenbacher |
| 12    | Farakh Ajaib          | 12:12    | Paul Davison          |
| 13    | Barry Hawkins         | 12:12    | Gerard Greene         |
| 14    | Ricky Walden          | 12:12    | Alexander Ursenbacher |

| Spiel | Spieler 1             | Ergebnis | Spieler 2             |
| ----- | --------------------- | -------- | --------------------- |
| 15    | Jimmy Robertson       | 21:21    | Paul Davison          |
| 16    | Duane Jones           | 21:21    | Farakh Ajaib          |
| 17    | Barry Hawkins         | 12:12    | Alexander Ursenbacher |
| 18    | Ricky Walden          | 12:12    | Jimmy Robertson       |
| 19    | Gerard Greene         | 12:12    | Farakh Ajaib          |
| 20    | Duane Jones           | 02:02    | Paul Davison          |
| 21    | Barry Hawkins         | 20:20    | Jimmy Robertson       |
| 22    | Ricky Walden          | 02:02    | Paul Davison          |
| 23    | Alexander Ursenbacher | 02:02    | Farakh Ajaib          |
| 24    | Gerard Greene         | 12:12    | Duane Jones           |
| 25    | Barry Hawkins         | 12:12    | Ricky Walden          |
| 26    | Jimmy Robertson       | 02:02    | Farakh Ajaib          |
| 27    | Alexander Ursenbacher | 20:20    | Duane Jones           |
| 28    | Gerard Greene         | 21:21    | Paul Davison          |

#### Gruppe E
Die Spiele der Gruppe E fanden am 14. März statt. Der Favorit Mark Selby errang den Gruppensieg. Zweiter wurde Stuart Carrington, der die höher gesetzten Matthew Selt und Joe O’Connor hinter sich ließ und sich neben Selby für die zweite Runde qualifizierte. Lukas Kleckers konnte in seinem ersten Spiel zwar überraschend Matthew Selt mit 2:1 besiegen und auch im Spiel gegen Mark Selby überzeugen und fast eine weitere Überraschung liefern, blieb in den restlichen Spielen dann aber wieder im Rahmen seiner Möglichkeiten und belegte schließlich den sechsten Platz der Gruppe.
| Pos. | Spieler           | Partien | Partien | Partien | Frames | Frames | Frames | Punkte |
| Pos. | Spieler           | =       | G       | V       | G      | V      | ±      | Punkte |
| ---- | ----------------- | ------- | ------- | ------- | ------ | ------ | ------ | ------ |
| 1    | Mark Selby        | 7       | 6       | 1       | 12     | 4      | +8     | 18     |
| 2    | Stuart Carrington | 7       | 5       | 2       | 11     | 5      | +6     | 15     |
| 3    | Soheil Vahedi     | 7       | 5       | 2       | 11     | 7      | +4     | 15     |
| 4    | Matthew Selt      | 7       | 4       | 3       | 11     | 7      | +4     | 12     |
| 5    | Eden Sharav       | 7       | 2       | 5       | 6      | 10     | −4     | 6      |
| 6    | Lukas Kleckers    | 7       | 2       | 5       | 7      | 11     | −4     | 6      |
| 7    | Joe O’Connor      | 7       | 2       | 5       | 4      | 10     | −6     | 6      |
| 8    | Daniel Womersley  | 7       | 2       | 5       | 4      | 12     | −8     | 6      |

Einzelergebnisse
| Spiel | Spieler 1         | Ergebnis | Spieler 2         |
| ----- | ----------------- | -------- | ----------------- |
| 1     | Mark Selby        | 02:02    | Daniel Womersley  |
| 2     | Matthew Selt      | 21:21    | Lukas Kleckers    |
| 3     | Joe O’Connor      | 20:20    | Soheil Vahedi     |
| 4     | Stuart Carrington | 02:02    | Eden Sharav       |
| 5     | Mark Selby        | 12:12    | Lukas Kleckers    |
| 6     | Matthew Selt      | 21:21    | Soheil Vahedi     |
| 7     | Joe O’Connor      | 20:20    | Eden Sharav       |
| 8     | Stuart Carrington | 02:02    | Daniel Womersley  |
| 9     | Mark Selby        | 20:20    | Soheil Vahedi     |
| 10    | Matthew Selt      | 02:02    | Eden Sharav       |
| 11    | Joe O’Connor      | 20:20    | Stuart Carrington |
| 12    | Lukas Kleckers    | 02:02    | Daniel Womersley  |
| 13    | Mark Selby        | 02:02    | Eden Sharav       |
| 14    | Matthew Selt      | 12:12    | Stuart Carrington |

| Spiel | Spieler 1         | Ergebnis | Spieler 2         |
| ----- | ----------------- | -------- | ----------------- |
| 15    | Joe O’Connor      | 02:02    | Daniel Womersley  |
| 16    | Soheil Vahedi     | 12:12    | Lukas Kleckers    |
| 17    | Mark Selby        | 02:02    | Stuart Carrington |
| 18    | Matthew Selt      | 02:02    | Joe O’Connor      |
| 19    | Eden Sharav       | 02:02    | Lukas Kleckers    |
| 20    | Soheil Vahedi     | 21:21    | Daniel Womersley  |
| 21    | Mark Selby        | 02:02    | Joe O’Connor      |
| 22    | Matthew Selt      | 02:02    | Daniel Womersley  |
| 23    | Stuart Carrington | 12:12    | Lukas Kleckers    |
| 24    | Eden Sharav       | 21:21    | Soheil Vahedi     |
| 25    | Mark Selby        | 12:12    | Matthew Selt      |
| 26    | Joe O’Connor      | 02:02    | Lukas Kleckers    |
| 27    | Stuart Carrington | 02:02    | Soheil Vahedi     |
| 28    | Eden Sharav       | 21:21    | Daniel Womersley  |

#### Gruppe F
Die Spiele der Gruppe F fanden am 11. März statt. Ben Woollaston setzte sich als Topgesetzter auch als Gruppensieger durch. Der Ire Fergal O’Brien konnte seine früheren Qualitäten zeigen und wurde überraschend Zweiter, obwohl er in der Saison bis dahin kaum etwas gewonnen und bis auf Platz 114 der Weltrangliste gefallen war.
| Pos. | Spieler          | Partien | Partien | Partien | Frames | Frames | Frames | Punkte |
| Pos. | Spieler          | =       | G       | V       | G      | V      | ±      | Punkte |
| ---- | ---------------- | ------- | ------- | ------- | ------ | ------ | ------ | ------ |
| 1    | Ben Woollaston   | 7       | 5       | 2       | 12     | 5      | +7     | 15     |
| 2    | Fergal O’Brien   | 7       | 5       | 2       | 12     | 7      | +5     | 15     |
| 3    | Noppon Saengkham | 7       | 4       | 3       | 10     | 8      | +2     | 12     |
| 4    | Igor Figueiredo  | 7       | 4       | 3       | 9      | 8      | +1     | 12     |
| 5    | Riley Parsons    | 7       | 4       | 3       | 9      | 9      | ±0     | 12     |
| 6    | Jordan Brown     | 7       | 3       | 4       | 8      | 8      | ±0     | 9      |
| 7    | David Grace      | 7       | 2       | 5       | 5      | 12     | −7     | 6      |
| 8    | Robbie McGuigan  | 7       | 1       | 6       | 4      | 12     | −8     | 3      |

Einzelergebnisse
| Spiel | Spieler 1        | Ergebnis | Spieler 2       |
| ----- | ---------------- | -------- | --------------- |
| 1     | Robbie McGuigan  | 20:20    | Fergal O’Brien  |
| 2     | Ben Woollaston   | 02:02    | Riley Parsons   |
| 3     | Noppon Saengkham | 02:02    | Jordan Brown    |
| 4     | David Grace      | 20:20    | Igor Figueiredo |
| 5     | Robbie McGuigan  | 20:20    | Riley Parsons   |
| 6     | Ben Woollaston   | 02:02    | Jordan Brown    |
| 7     | Noppon Saengkham | 02:02    | Igor Figueiredo |
| 8     | David Grace      | 12:12    | Fergal O’Brien  |
| 9     | Robbie McGuigan  | 20:20    | Jordan Brown    |
| 10    | Ben Woollaston   | 21:21    | Igor Figueiredo |
| 11    | Noppon Saengkham | 12:12    | David Grace     |
| 12    | Riley Parsons    | 12:12    | Fergal O’Brien  |
| 13    | Robbie McGuigan  | 20:20    | Igor Figueiredo |
| 14    | Ben Woollaston   | 02:02    | David Grace     |

| Spiel | Spieler 1        | Ergebnis | Spieler 2        |
| ----- | ---------------- | -------- | ---------------- |
| 15    | Noppon Saengkham | 21:21    | Fergal O’Brien   |
| 16    | Jordan Brown     | 02:02    | Riley Parsons    |
| 17    | Robbie McGuigan  | 02:02    | David Grace      |
| 18    | Ben Woollaston   | 02:02    | Noppon Saengkham |
| 19    | Igor Figueiredo  | 21:21    | Riley Parsons    |
| 20    | Jordan Brown     | 21:21    | Fergal O’Brien   |
| 21    | Robbie McGuigan  | 21:21    | Noppon Saengkham |
| 22    | Ben Woollaston   | 21:21    | Fergal O’Brien   |
| 23    | David Grace      | 12:12    | Riley Parsons    |
| 24    | Igor Figueiredo  | 12:12    | Jordan Brown     |
| 25    | Robbie McGuigan  | 21:21    | Ben Woollaston   |
| 26    | Noppon Saengkham | 21:21    | Riley Parsons    |
| 27    | David Grace      | 20:20    | Jordan Brown     |
| 28    | Igor Figueiredo  | 20:20    | Fergal O’Brien   |

#### Gruppe G
Die Spiele der Gruppe G fanden am 20. Januar statt. Favorit Gary Wilson gelang zwar in seinem Spiel gegen Liam Highfield ein Maximum Break, bezeichnenderweise verlor er aber trotzdem mit 1:2. Zu dem Zeitpunkt hatte er bereits zwei Spiele verloren und danach keine Chance mehr auf ein Weiterkommen. Die Nächstplatzierten, Lu Ning, Nummer 28 der Setzliste, und Martin O’Donnell, Nummer 44, kamen mit jeweils 5 Siegen aus 7 Partien weiter.
| Pos. | Spieler          | Partien | Partien | Partien | Frames | Frames | Frames | Punkte |
| Pos. | Spieler          | =       | G       | V       | G      | V      | ±      | Punkte |
| ---- | ---------------- | ------- | ------- | ------- | ------ | ------ | ------ | ------ |
| 1    | Martin O’Donnell | 7       | 5       | 2       | 11     | 5      | +6     | 15     |
| 2    | Lu Ning          | 7       | 5       | 2       | 11     | 6      | +5     | 15     |
| 3    | Jamie O’Neill    | 7       | 4       | 3       | 10     | 7      | +3     | 12     |
| 4    | Liam Highfield   | 7       | 4       | 3       | 8      | 8      | ±0     | 12     |
| 5    | Gary Wilson      | 7       | 4       | 3       | 10     | 10     | ±0     | 12     |
| 6    | John Astley      | 7       | 3       | 4       | 6      | 9      | −3     | 9      |
| 6    | Zhao Jianbo      | 7       | 2       | 5       | 7      | 11     | −4     | 6      |
| 7    | Rory McLeod      | 7       | 1       | 6       | 6      | 13     | −7     | 3      |

Einzelergebnisse
| Spiel | Spieler 1        | Ergebnis | Spieler 2      |
| ----- | ---------------- | -------- | -------------- |
| 1     | Gary Wilson      | 20:20    | John Astley    |
| 2     | Lu Ning          | 12:12    | Rory McLeod    |
| 3     | Martin O’Donnell | 12:12    | Zhao Jianbo    |
| 4     | Liam Highfield   | 20:20    | Jamie O’Neill  |
| 5     | Gary Wilson      | 21:21    | Rory McLeod    |
| 6     | Lu Ning          | 20:20    | Zhao Jianbo    |
| 7     | Martin O’Donnell | 02:02    | Jamie O’Neill  |
| 8     | Liam Highfield   | 02:02    | John Astley    |
| 9     | Gary Wilson      | 12:12    | Zhao Jianbo    |
| 10    | Lu Ning          | 12:12    | Jamie O’Neill  |
| 11    | Martin O’Donnell | 02:02    | Liam Highfield |
| 12    | Rory McLeod      | 21:21    | John Astley    |
| 13    | Gary Wilson      | 12:12    | Jamie O’Neill  |
| 14    | Lu Ning          | 02:02    | Liam Highfield |

| Spiel | Spieler 1        | Ergebnis | Spieler 2        |
| ----- | ---------------- | -------- | ---------------- |
| 15    | Martin O’Donnell | 02:02    | John Astley      |
| 16    | Zhao Jianbo      | 12:12    | Rory McLeod      |
| 17    | Gary Wilson      | 21:21    | Liam Highfield   |
| 18    | Lu Ning          | 02:02    | Martin O’Donnell |
| 19    | Jamie O’Neill    | 12:12    | Rory McLeod      |
| 20    | Zhao Jianbo      | 20:20    | John Astley      |
| 21    | Gary Wilson      | 12:12    | Martin O’Donnell |
| 22    | Lu Ning          | 02:02    | John Astley      |
| 23    | Liam Highfield   | 02:02    | Rory McLeod      |
| 24    | Jamie O’Neill    | 02:02    | Zhao Jianbo      |
| 25    | Gary Wilson      | 12:12    | Lu Ning          |
| 26    | Martin O’Donnell | 02:02    | Rory McLeod      |
| 27    | Liam Highfield   | 12:12    | Zhao Jianbo      |
| 28    | Jamie O’Neill    | 02:02    | John Astley      |

#### Gruppe H
Die Spiele der Gruppe H fanden am 10. März statt. Topspieler Yan Bingtao musste kurz vorher seine Teilnahme absagen und wurde durch Hamim Hussain ersetzt. So hatten die nächsten beiden in der Rangliste, Ali Carter und Mark Davis, freie Bahn in Runde 2. Der Deutsche Simon Lichtenberg musste sich nur ihnen geschlagen geben und wurde punktgleich mit Davis Dritter. Amine Amiri wurde durch Dylan Emery ersetzt.
| Pos. | Spieler           | Partien | Partien | Partien | Frames | Frames | Frames | Punkte |
| Pos. | Spieler           | =       | G       | V       | G      | V      | ±      | Punkte |
| ---- | ----------------- | ------- | ------- | ------- | ------ | ------ | ------ | ------ |
| 1    | Ali Carter        | 7       | 6       | 1       | 12     | 3      | +9     | 18     |
| 2    | Mark Davis        | 7       | 5       | 2       | 10     | 4      | +6     | 15     |
| 3    | Simon Lichtenberg | 7       | 5       | 2       | 10     | 6      | +4     | 15     |
| 4    | Chang Bingyu      | 7       | 4       | 3       | 9      | 9      | ±0     | 12     |
| 5    | Tian Pengfei      | 7       | 3       | 4       | 8      | 9      | −1     | 9      |
| 6    | Dylan Emery       | 7       | 3       | 4       | 8      | 11     | −3     | 9      |
| 7    | Kuldesh Johal     | 7       | 2       | 5       | 6      | 10     | −4     | 6      |
| 8    | Hamim Hussain     | 7       | 0       | 7       | 3      | 14     | −11    | 0      |

Einzelergebnisse
| Spiel | Spieler 1     | Ergebnis | Spieler 2         |
| ----- | ------------- | -------- | ----------------- |
| 1     | Hamim Hussain | 20:20    | Kuldesh Johal     |
| 2     | Ali Carter    | 02:02    | Dylan Emery       |
| 3     | Mark Davis    | 02:02    | Simon Lichtenberg |
| 4     | Tian Pengfei  | 21:21    | Chang Bingyu      |
| 5     | Hamim Hussain | 21:21    | Dylan Emery       |
| 6     | Ali Carter    | 02:02    | Simon Lichtenberg |
| 7     | Mark Davis    | 02:02    | Chang Bingyu      |
| 8     | Tian Pengfei  | 12:12    | Kuldesh Johal     |
| 9     | Hamim Hussain | 20:20    | Simon Lichtenberg |
| 10    | Ali Carter    | 02:02    | Chang Bingyu      |
| 11    | Mark Davis    | 20:20    | Tian Pengfei      |
| 12    | Dylan Emery   | 12:12    | Kuldesh Johal     |
| 13    | Hamim Hussain | 21:21    | Chang Bingyu      |
| 14    | Ali Carter    | 02:02    | Tian Pengfei      |

| Spiel | Spieler 1         | Ergebnis | Spieler 2         |
| ----- | ----------------- | -------- | ----------------- |
| 15    | Mark Davis        | 20:20    | Kuldesh Johal     |
| 16    | Simon Lichtenberg | 12:12    | Dylan Emery       |
| 17    | Hamim Hussain     | 20:20    | Tian Pengfei      |
| 18    | Ali Carter        | 20:20    | Mark Davis        |
| 19    | Chang Bingyu      | 12:12    | Dylan Emery       |
| 20    | Simon Lichtenberg | 02:02    | Kuldesh Johal     |
| 21    | Hamim Hussain     | 20:20    | Mark Davis        |
| 22    | Ali Carter        | 02:02    | Kuldesh Johal     |
| 23    | Tian Pengfei      | 21:21    | Dylan Emery       |
| 24    | Chang Bingyu      | 21:21    | Simon Lichtenberg |
| 25    | Hamim Hussain     | 21:21    | Ali Carter        |
| 26    | Mark Davis        | 02:02    | Dylan Emery       |
| 27    | Tian Pengfei      | 20:20    | Simon Lichtenberg |
| 28    | Chang Bingyu      | 02:02    | Kuldesh Johal     |

#### Gruppe I
Die Spiele der Gruppe I fanden am 15. März statt. Der Weltranglistenzweite Ronnie O’Sullivan enttäuschte und belegte mit nur zwei Siegen den letzten Platz. Umgekehrt verlor die Nummer 120 Ben Hancorn nur ein einziges Match und gewann überraschend die Gruppe. Nachdem auch der zweite Favorit Tom Ford ausgelassen hatte, nutzte Lü Haotian die Chance und sicherte sich mit Platz 2 das Weiterkommen.
| Pos. | Spieler           | Partien | Partien | Partien | Frames | Frames | Frames | Punkte |
| Pos. | Spieler           | =       | G       | V       | G      | V      | ±      | Punkte |
| ---- | ----------------- | ------- | ------- | ------- | ------ | ------ | ------ | ------ |
| 1    | Ben Hancorn       | 7       | 6       | 1       | 13     | 5      | +8     | 18     |
| 2    | Lü Haotian        | 7       | 6       | 1       | 12     | 4      | +8     | 18     |
| 3    | David Lilley      | 7       | 3       | 4       | 8      | 7      | +1     | 9      |
| 4    | Tom Ford          | 7       | 3       | 4       | 9      | 10     | −1     | 9      |
| 5    | Chen Zifan        | 7       | 3       | 4       | 7      | 11     | −4     | 9      |
| 6    | Mark Joyce        | 7       | 2       | 5       | 5      | 8      | −3     | 6      |
| 7    | Jamie Wilson      | 7       | 2       | 5       | 6      | 10     | −4     | 6      |
| 8    | Ronnie O’Sullivan | 7       | 2       | 5       | 6      | 11     | −5     | 6      |

Einzelergebnisse
| Spiel | Spieler 1         | Ergebnis | Spieler 2    |
| ----- | ----------------- | -------- | ------------ |
| 1     | Ronnie O’Sullivan | 02:02    | Jamie Wilson |
| 2     | Tom Ford          | 12:12    | Ben Hancorn  |
| 3     | Lü Haotian        | 12:12    | David Lilley |
| 4     | Mark Joyce        | 02:02    | Chen Zifan   |
| 5     | Ronnie O’Sullivan | 21:21    | Ben Hancorn  |
| 6     | Tom Ford          | 21:21    | David Lilley |
| 7     | Lü Haotian        | 02:02    | Chen Zifan   |
| 8     | Mark Joyce        | 20:20    | Jamie Wilson |
| 9     | Ronnie O’Sullivan | 20:20    | David Lilley |
| 10    | Tom Ford          | 21:21    | Chen Zifan   |
| 11    | Lü Haotian        | 02:02    | Mark Joyce   |
| 12    | Ben Hancorn       | 12:12    | Jamie Wilson |
| 13    | Ronnie O’Sullivan | 21:21    | Chen Zifan   |
| 14    | Tom Ford          | 20:20    | Mark Joyce   |

| Spiel | Spieler 1         | Ergebnis | Spieler 2    |
| ----- | ----------------- | -------- | ------------ |
| 15    | Lü Haotian        | 02:02    | Jamie Wilson |
| 16    | David Lilley      | 20:20    | Ben Hancorn  |
| 17    | Ronnie O’Sullivan | 12:12    | Mark Joyce   |
| 18    | Tom Ford          | 21:21    | Lü Haotian   |
| 19    | Chen Zifan        | 21:21    | Ben Hancorn  |
| 20    | David Lilley      | 02:02    | Jamie Wilson |
| 21    | Ronnie O’Sullivan | 20:20    | Lü Haotian   |
| 22    | Tom Ford          | 12:12    | Jamie Wilson |
| 23    | Mark Joyce        | 20:20    | Ben Hancorn  |
| 24    | Chen Zifan        | 12:12    | David Lilley |
| 25    | Ronnie O’Sullivan | 20:20    | Tom Ford     |
| 26    | Lü Haotian        | 20:20    | Ben Hancorn  |
| 27    | Mark Joyce        | 12:12    | David Lilley |
| 28    | Chen Zifan        | 20:20    | Jamie Wilson |

#### Gruppe J
Die Spiele der Gruppe J fanden am 9. März statt. Überraschend setzten sich die Nummer 103 und die Nummer 93 der Weltrangliste, Oliver Lines und James Cahill, mit jeweils nur einer Niederlage durch. Die Favoriten David Gilbert als Vierter und Martin Gould sogar nur als Vorletzter enttäuschten. Zum ersten Mal trafen Vater und Sohn Lines in der World Snooker Tour aufeinander, Junior Oliver gewann. Zuvor hatte es in der Geschichte erst ein Vater-Sohn-Duell bei einem Ranglistenturnier gegeben: 1986 gewann Sohn Neal gegen seinen Vater Geoff Foulds bei den International Open.
| Pos. | Spieler        | Partien | Partien | Partien | Frames | Frames | Frames | Punkte |
| Pos. | Spieler        | =       | G       | V       | G      | V      | ±      | Punkte |
| ---- | -------------- | ------- | ------- | ------- | ------ | ------ | ------ | ------ |
| 1    | Oliver Lines   | 7       | 6       | 1       | 12     | 4      | +8     | 18     |
| 2    | James Cahill   | 7       | 6       | 1       | 12     | 7      | +5     | 18     |
| 3    | Ian Burns      | 7       | 4       | 3       | 10     | 7      | +3     | 12     |
| 4    | David Gilbert  | 7       | 4       | 3       | 10     | 8      | +2     | 12     |
| 5    | Elliot Slessor | 7       | 4       | 3       | 9      | 9      | ±0     | 12     |
| 6    | Peter Lines    | 7       | 2       | 5       | 7      | 11     | −4     | 6      |
| 7    | Martin Gould   | 7       | 1       | 6       | 5      | 12     | −7     | 3      |
| 8    | Iulian Boiko   | 7       | 1       | 6       | 5      | 12     | −7     | 3      |

Einzelergebnisse
| Spiel | Spieler 1      | Ergebnis | Spieler 2    |
| ----- | -------------- | -------- | ------------ |
| 1     | David Gilbert  | 12:12    | Iulian Boiko |
| 2     | Martin Gould   | 21:21    | Oliver Lines |
| 3     | Elliot Slessor | 12:12    | Peter Lines  |
| 4     | Ian Burns      | 21:21    | James Cahill |
| 5     | David Gilbert  | 21:21    | Oliver Lines |
| 6     | Martin Gould   | 21:21    | Peter Lines  |
| 7     | Elliot Slessor | 21:21    | James Cahill |
| 8     | Ian Burns      | 20:20    | Iulian Boiko |
| 9     | David Gilbert  | 02:02    | Peter Lines  |
| 10    | Martin Gould   | 20:20    | James Cahill |
| 11    | Elliot Slessor | 12:12    | Ian Burns    |
| 12    | Oliver Lines   | 02:02    | Iulian Boiko |
| 13    | David Gilbert  | 21:21    | James Cahill |
| 14    | Martin Gould   | 20:20    | Ian Burns    |

| Spiel | Spieler 1      | Ergebnis | Spieler 2      |
| ----- | -------------- | -------- | -------------- |
| 15    | Elliot Slessor | 12:12    | Iulian Boiko   |
| 16    | Peter Lines    | 20:20    | Oliver Lines   |
| 17    | David Gilbert  | 20:20    | Ian Burns      |
| 18    | Martin Gould   | 20:20    | Elliot Slessor |
| 19    | James Cahill   | 20:20    | Oliver Lines   |
| 20    | Peter Lines    | 02:02    | Iulian Boiko   |
| 21    | David Gilbert  | 02:02    | Elliot Slessor |
| 22    | Martin Gould   | 02:02    | Iulian Boiko   |
| 23    | Ian Burns      | 02:02    | Oliver Lines   |
| 24    | James Cahill   | 12:12    | Peter Lines    |
| 25    | David Gilbert  | 12:12    | Martin Gould   |
| 26    | Elliot Slessor | 20:20    | Oliver Lines   |
| 27    | Ian Burns      | 12:12    | Peter Lines    |
| 28    | James Cahill   | 12:12    | Iulian Boiko   |

#### Gruppe K
Die Spiele der Gruppe K fanden am 22. Januar statt. Das Feld war sehr ausgeglichen, jeder Spieler gewann mindestens 3 Partien. Anthony McGill, im Turnier an 13 gesetzt, enttäuschte und wurde Vorletzter, die Nummer 24 Zhao Xintong konnte sich dagegen an der Spitze absetzen. Andy Hicks vergab im letzten Spiel die Chance aufs Weiterkommen, weil Dominic Dale (Nummer 60) im letzten Spiel den Entscheidungsframe noch stehlen und sich auch nur aufgrund des direkten Vergleichs auf Platz 2 schieben konnte.
| Pos. | Spieler        | Partien | Partien | Partien | Frames | Frames | Frames | Punkte |
| Pos. | Spieler        | =       | G       | V       | G      | V      | ±      | Punkte |
| ---- | -------------- | ------- | ------- | ------- | ------ | ------ | ------ | ------ |
| 1    | Zhao Xintong   | 7       | 5       | 2       | 12     | 5      | +7     | 15     |
| 2    | Dominic Dale   | 7       | 4       | 3       | 10     | 8      | +2     | 12     |
| 3    | Andy Hicks     | 7       | 4       | 3       | 10     | 8      | +2     | 12     |
| 4    | Si Jiahui      | 7       | 3       | 4       | 8      | 8      | ±0     | 9      |
| 5    | Lee Walker     | 7       | 3       | 4       | 8      | 10     | −2     | 9      |
| 6    | Peter Devlin   | 7       | 3       | 4       | 7      | 9      | −2     | 9      |
| 7    | Anthony McGill | 7       | 3       | 4       | 7      | 10     | −3     | 9      |
| 8    | Mark King      | 7       | 3       | 4       | 6      | 10     | −4     | 9      |

Einzelergebnisse
| Spiel | Spieler 1      | Ergebnis | Spieler 2    |
| ----- | -------------- | -------- | ------------ |
| 1     | Anthony McGill | 12:12    | Lee Walker   |
| 2     | Zhao Xintong   | 21:21    | Peter Devlin |
| 3     | Mark King      | 20:20    | Si Jiahui    |
| 4     | Dominic Dale   | 12:12    | Andy Hicks   |
| 5     | Anthony McGill | 20:20    | Peter Devlin |
| 6     | Zhao Xintong   | 02:02    | Si Jiahui    |
| 7     | Mark King      | 20:20    | Andy Hicks   |
| 8     | Dominic Dale   | 02:02    | Lee Walker   |
| 9     | Anthony McGill | 20:20    | Si Jiahui    |
| 10    | Zhao Xintong   | 21:21    | Andy Hicks   |
| 11    | Mark King      | 12:12    | Dominic Dale |
| 12    | Peter Devlin   | 21:21    | Lee Walker   |
| 13    | Anthony McGill | 02:02    | Andy Hicks   |
| 14    | Zhao Xintong   | 02:02    | Dominic Dale |

| Spiel | Spieler 1      | Ergebnis | Spieler 2    |
| ----- | -------------- | -------- | ------------ |
| 15    | Mark King      | 02:02    | Lee Walker   |
| 16    | Si Jiahui      | 02:02    | Peter Devlin |
| 17    | Anthony McGill | 12:12    | Dominic Dale |
| 18    | Zhao Xintong   | 02:02    | Mark King    |
| 19    | Andy Hicks     | 02:02    | Peter Devlin |
| 20    | Si Jiahui      | 20:20    | Lee Walker   |
| 21    | Anthony McGill | 21:21    | Mark King    |
| 22    | Zhao Xintong   | 12:12    | Lee Walker   |
| 23    | Dominic Dale   | 02:02    | Peter Devlin |
| 24    | Andy Hicks     | 12:12    | Si Jiahui    |
| 25    | Anthony McGill | 20:20    | Zhao Xintong |
| 26    | Mark King      | 20:20    | Peter Devlin |
| 27    | Dominic Dale   | 12:12    | Si Jiahui    |
| 28    | Andy Hicks     | 21:21    | Lee Walker   |

#### Gruppe L
Die Spiele der Gruppe L fanden am 24. Januar statt. Thepchaiya Un-Nooh, immerhin Nummer 12 des Turniers, enttäuschte auf ganzer Linie und wurde Gruppenletzter. Die Nummer 17 Zhou Yuelong sicherte sich dagegen das Weiterkommen. Sein Landsmann Luo Honghao (Nummer 58) überraschte und schritt mit nur einer Niederlage voran in Runde 2.
| Pos. | Spieler            | Partien | Partien | Partien | Frames | Frames | Frames | Punkte |
| Pos. | Spieler            | =       | G       | V       | G      | V      | ±      | Punkte |
| ---- | ------------------ | ------- | ------- | ------- | ------ | ------ | ------ | ------ |
| 1    | Luo Honghao        | 7       | 6       | 1       | 12     | 5      | +7     | 18     |
| 2    | Zhou Yuelong       | 7       | 5       | 2       | 10     | 5      | +5     | 15     |
| 3    | Ashley Hugill      | 7       | 3       | 4       | 8      | 8      | ±0     | 9      |
| 4    | Mitchell Mann      | 7       | 3       | 4       | 9      | 9      | ±0     | 9      |
| 5    | Leo Fernandez      | 7       | 3       | 4       | 8      | 10     | −2     | 9      |
| 6    | Anthony Hamilton   | 7       | 3       | 4       | 7      | 10     | −3     | 9      |
| 7    | Lei Peifan         | 7       | 3       | 4       | 7      | 10     | −3     | 9      |
| 8    | Thepchaiya Un-Nooh | 7       | 2       | 5       | 6      | 10     | −4     | 6      |

Einzelergebnisse
| Spiel | Spieler 1          | Ergebnis | Spieler 2     |
| ----- | ------------------ | -------- | ------------- |
| 1     | Thepchaiya Un-Nooh | 02:02    | Leo Fernandez |
| 2     | Zhou Yuelong       | 02:02    | Ashley Hugill |
| 3     | Anthony Hamilton   | 12:12    | Lei Peifan    |
| 4     | Luo Honghao        | 12:12    | Mitchell Mann |
| 5     | Thepchaiya Un-Nooh | 02:02    | Ashley Hugill |
| 6     | Zhou Yuelong       | 02:02    | Lei Peifan    |
| 7     | Anthony Hamilton   | 12:12    | Mitchell Mann |
| 8     | Luo Honghao        | 12:12    | Leo Fernandez |
| 9     | Thepchaiya Un-Nooh | 20:20    | Lei Peifan    |
| 10    | Zhou Yuelong       | 20:20    | Mitchell Mann |
| 11    | Anthony Hamilton   | 20:20    | Luo Honghao   |
| 12    | Ashley Hugill      | 21:21    | Leo Fernandez |
| 13    | Thepchaiya Un-Nooh | 21:21    | Mitchell Mann |
| 14    | Zhou Yuelong       | 20:20    | Luo Honghao   |

| Spiel | Spieler 1          | Ergebnis | Spieler 2        |
| ----- | ------------------ | -------- | ---------------- |
| 15    | Anthony Hamilton   | 20:20    | Leo Fernandez    |
| 16    | Lei Peifan         | 12:12    | Ashley Hugill    |
| 17    | Thepchaiya Un-Nooh | 21:21    | Luo Honghao      |
| 18    | Zhou Yuelong       | 12:12    | Anthony Hamilton |
| 19    | Mitchell Mann      | 20:20    | Ashley Hugill    |
| 20    | Lei Peifan         | 12:12    | Leo Fernandez    |
| 21    | Thepchaiya Un-Nooh | 20:20    | Anthony Hamilton |
| 22    | Zhou Yuelong       | 02:02    | Leo Fernandez    |
| 23    | Luo Honghao        | 20:20    | Ashley Hugill    |
| 24    | Mitchell Mann      | 02:02    | Lei Peifan       |
| 25    | Thepchaiya Un-Nooh | 20:20    | Zhou Yuelong     |
| 26    | Anthony Hamilton   | 20:20    | Ashley Hugill    |
| 27    | Luo Honghao        | 02:02    | Lei Peifan       |
| 28    | Mitchell Mann      | 21:21    | Leo Fernandez    |

#### Gruppe M
Die Spiele der Gruppe M fanden am 18. Januar statt. Es setzten sich die beiden Favoriten Joe Perry, Nummer 15 der Setzliste, und Xiao Guodong, die Nummer 30, durch.
| Pos. | Spieler           | Partien | Partien | Partien | Frames | Frames | Frames | Punkte |
| Pos. | Spieler           | =       | G       | V       | G      | V      | ±      | Punkte |
| ---- | ----------------- | ------- | ------- | ------- | ------ | ------ | ------ | ------ |
| 1    | Joe Perry         | 7       | 6       | 1       | 13     | 6      | +7     | 18     |
| 2    | Xiao Guodong      | 7       | 5       | 2       | 12     | 4      | +8     | 15     |
| 3    | Matthew Stevens   | 7       | 4       | 3       | 10     | 6      | +4     | 12     |
| 4    | Daniel Wells      | 7       | 4       | 3       | 9      | 8      | +1     | 12     |
| 5    | Jak Jones         | 7       | 3       | 4       | 8      | 9      | −1     | 9      |
| 6    | Rod Lawler        | 7       | 3       | 4       | 7      | 9      | −2     | 9      |
| 7    | Allan Taylor      | 7       | 3       | 4       | 6      | 9      | −3     | 9      |
| 8    | Haydon Pinhey (A) | 7       | 0       | 7       | 0      | 14     | −14    | 0      |

Einzelergebnisse
| Spiel | Spieler 1       | Ergebnis | Spieler 2         |
| ----- | --------------- | -------- | ----------------- |
| 1     | Joe Perry       | 02:02    | Haydon Pinhey (A) |
| 2     | Xiao Guodong    | 02:02    | Allan Taylor      |
| 3     | Matthew Stevens | 02:02    | Rod Lawler        |
| 4     | Daniel Wells    | 12:12    | Jak Jones         |
| 5     | Joe Perry       | 02:02    | Allan Taylor      |
| 6     | Xiao Guodong    | 02:02    | Rod Lawler        |
| 7     | Matthew Stevens | 02:02    | Jak Jones         |
| 8     | Daniel Wells    | 02:02    | Haydon Pinhey (A) |
| 9     | Joe Perry       | 21:21    | Rod Lawler        |
| 10    | Xiao Guodong    | 02:02    | Jak Jones         |
| 11    | Matthew Stevens | 02:02    | Daniel Wells      |
| 12    | Allan Taylor    | 02:02    | Haydon Pinhey (A) |
| 13    | Joe Perry       | 12:12    | Jak Jones         |
| 14    | Xiao Guodong    | 02:02    | Daniel Wells      |

| Spiel | Spieler 1       | Ergebnis | Spieler 2         |
| ----- | --------------- | -------- | ----------------- |
| 15    | Matthew Stevens | 02:02    | Haydon Pinhey (A) |
| 16    | Rod Lawler      | 20:20    | Allan Taylor      |
| 17    | Joe Perry       | 12:12    | Daniel Wells      |
| 18    | Xiao Guodong    | 02:02    | Matthew Stevens   |
| 19    | Jak Jones       | 02:02    | Allan Taylor      |
| 20    | Rod Lawler      | 02:02    | Haydon Pinhey (A) |
| 21    | Joe Perry       | 12:12    | Matthew Stevens   |
| 22    | Xiao Guodong    | 02:02    | Haydon Pinhey (A) |
| 23    | Daniel Wells    | 02:02    | Allan Taylor      |
| 24    | Jak Jones       | 12:12    | Rod Lawler        |
| 25    | Joe Perry       | 12:12    | Xiao Guodong      |
| 26    | Matthew Stevens | 21:21    | Allan Taylor      |
| 27    | Daniel Wells    | 20:20    | Rod Lawler        |
| 28    | Jak Jones       | 02:02    | Haydon Pinhey (A) |

#### Gruppe N
Die Spiele der Gruppe N fanden am 25. Januar statt. Wie am Vortag gab es auch diesmal einen tiefen Favoritensturz: Graeme Dott, auf 19 gesetzt, gewann kein einziges Spiel und wurde Letzter. Die Nummer 10 Jack Lisowski wurde äußerst knapp Erster. Drei Spieler hatten gleiche Punktzahl und Framedifferenz und sich reihum gegenseitig geschlagen. Es entschied sein 2:0-Sieg gegen Andrew Higginson, der als Dritter ausschied. Luca Brecel (Nummer 33) schob sich dazwischen, weil er „nur“ 2:1 gewonnen bzw. verloren hatte.
| Pos. | Spieler          | Partien | Partien | Partien | Frames | Frames | Frames | Punkte |
| Pos. | Spieler          | =       | G       | V       | G      | V      | ±      | Punkte |
| ---- | ---------------- | ------- | ------- | ------- | ------ | ------ | ------ | ------ |
| 1    | Jack Lisowski    | 7       | 5       | 2       | 11     | 7      | +4     | 15     |
| 2    | Luca Brecel      | 7       | 5       | 2       | 12     | 8      | +4     | 15     |
| 3    | Andrew Higginson | 7       | 5       | 2       | 11     | 7      | +4     | 15     |
| 4    | Jackson Page     | 7       | 4       | 3       | 11     | 9      | +2     | 12     |
| 5    | Zak Surety       | 7       | 4       | 3       | 10     | 8      | +2     | 12     |
| 6    | Michael White    | 7       | 3       | 4       | 10     | 9      | +1     | 9      |
| 7    | Brandon Sargeant | 7       | 2       | 5       | 7      | 11     | −4     | 6      |
| 8    | Graeme Dott      | 7       | 0       | 7       | 1      | 14     | −13    | 0      |

Einzelergebnisse
| Spiel | Spieler 1        | Ergebnis | Spieler 2        |
| ----- | ---------------- | -------- | ---------------- |
| 1     | Jack Lisowski    | 12:12    | Michael White    |
| 2     | Graeme Dott      | 20:20    | Zak Surety       |
| 3     | Luca Brecel      | 21:21    | Brandon Sargeant |
| 4     | Andrew Higginson | 21:21    | Jackson Page     |
| 5     | Jack Lisowski    | 20:20    | Zak Surety       |
| 6     | Graeme Dott      | 20:20    | Brandon Sargeant |
| 7     | Luca Brecel      | 12:12    | Jackson Page     |
| 8     | Andrew Higginson | 12:12    | Michael White    |
| 9     | Jack Lisowski    | 12:12    | Brandon Sargeant |
| 10    | Graeme Dott      | 20:20    | Jackson Page     |
| 11    | Luca Brecel      | 21:21    | Andrew Higginson |
| 12    | Zak Surety       | 12:12    | Michael White    |
| 13    | Jack Lisowski    | 12:12    | Jackson Page     |
| 14    | Graeme Dott      | 20:20    | Andrew Higginson |

| Spiel | Spieler 1        | Ergebnis | Spieler 2        |
| ----- | ---------------- | -------- | ---------------- |
| 15    | Luca Brecel      | 12:12    | Michael White    |
| 16    | Brandon Sargeant | 21:21    | Zak Surety       |
| 17    | Jack Lisowski    | 02:02    | Andrew Higginson |
| 18    | Graeme Dott      | 21:21    | Luca Brecel      |
| 19    | Jackson Page     | 12:12    | Zak Surety       |
| 20    | Brandon Sargeant | 20:20    | Michael White    |
| 21    | Jack Lisowski    | 21:21    | Luca Brecel      |
| 22    | Graeme Dott      | 20:20    | Michael White    |
| 23    | Andrew Higginson | 12:12    | Zak Surety       |
| 24    | Jackson Page     | 12:12    | Brandon Sargeant |
| 25    | Jack Lisowski    | 02:02    | Graeme Dott      |
| 26    | Luca Brecel      | 02:02    | Zak Surety       |
| 27    | Andrew Higginson | 02:02    | Brandon Sargeant |
| 28    | Jackson Page     | 21:21    | Michael White    |

#### Gruppe O
Die Spiele der Gruppe O fanden am 16. März statt. Judd Trump wurde seiner Favoritenrolle gerecht und errang sicher den Gruppensieg. Zweiter wurde der Waliser Ryan Day, die Nummer 42 der Setzliste, der seinen Landsmann Jamie Jones dank besserer Framedifferenz auf den dritten Platz verwies. Der zuletzt formstarke Hossein Vafaei (Nummer 29) wurde nur Sechster.
| Pos. | Spieler          | Partien | Partien | Partien | Frames | Frames | Frames | Punkte |
| Pos. | Spieler          | =       | G       | V       | G      | V      | ±      | Punkte |
| ---- | ---------------- | ------- | ------- | ------- | ------ | ------ | ------ | ------ |
| 1    | Judd Trump       | 7       | 6       | 1       | 12     | 4      | +8     | 18     |
| 2    | Ryan Day         | 7       | 5       | 2       | 11     | 4      | +7     | 15     |
| 3    | Jamie Jones      | 7       | 5       | 2       | 10     | 7      | +3     | 15     |
| 4    | Jimmy White      | 7       | 4       | 3       | 11     | 10     | +1     | 12     |
| 5    | Steven Hallworth | 7       | 4       | 3       | 9      | 9      | ±0     | 12     |
| 6    | Hossein Vafaei   | 7       | 2       | 5       | 8      | 10     | −2     | 6      |
| 7    | Barry Pinches    | 7       | 2       | 5       | 5      | 11     | −6     | 6      |
| 8    | Sean Maddocks    | 7       | 0       | 7       | 3      | 14     | −11    | 0      |

Einzelergebnisse
| Spiel | Spieler 1        | Ergebnis | Spieler 2        |
| ----- | ---------------- | -------- | ---------------- |
| 1     | Judd Trump       | 02:02    | Sean Maddocks    |
| 2     | Hossein Vafaei   | 21:21    | Steven Hallworth |
| 3     | Ryan Day         | 21:21    | Jimmy White      |
| 4     | Jamie Jones      | 02:02    | Barry Pinches    |
| 5     | Judd Trump       | 12:12    | Steven Hallworth |
| 6     | Hossein Vafaei   | 21:21    | Jimmy White      |
| 7     | Ryan Day         | 02:02    | Barry Pinches    |
| 8     | Jamie Jones      | 12:12    | Sean Maddocks    |
| 9     | Judd Trump       | 12:12    | Jimmy White      |
| 10    | Hossein Vafaei   | 21:21    | Barry Pinches    |
| 11    | Ryan Day         | 02:02    | Jamie Jones      |
| 12    | Steven Hallworth | 12:12    | Sean Maddocks    |
| 13    | Judd Trump       | 02:02    | Barry Pinches    |
| 14    | Hossein Vafaei   | 21:21    | Jamie Jones      |

| Spiel | Spieler 1      | Ergebnis | Spieler 2        |
| ----- | -------------- | -------- | ---------------- |
| 15    | Ryan Day       | 02:02    | Sean Maddocks    |
| 16    | Jimmy White    | 21:21    | Steven Hallworth |
| 17    | Judd Trump     | 02:02    | Jamie Jones      |
| 18    | Hossein Vafaei | 20:20    | Ryan Day         |
| 19    | Barry Pinches  | 20:20    | Steven Hallworth |
| 20    | Jimmy White    | 12:12    | Sean Maddocks    |
| 21    | Judd Trump     | 02:02    | Ryan Day         |
| 22    | Hossein Vafaei | 02:02    | Sean Maddocks    |
| 23    | Jamie Jones    | 02:02    | Steven Hallworth |
| 24    | Barry Pinches  | 21:21    | Jimmy White      |
| 25    | Judd Trump     | 20:20    | Hossein Vafaei   |
| 26    | Ryan Day       | 02:02    | Steven Hallworth |
| 27    | Jamie Jones    | 12:12    | Jimmy White      |
| 28    | Barry Pinches  | 02:02    | Sean Maddocks    |

#### Gruppe P
Die Spiele der Gruppe P fanden am 13. März statt. Durchsetzen konnten sich die beiden verbliebenen Favoriten der Gruppe, namentlich Mark Williams und Robert Milkins. Neben Alex Borg hatte sich zuvor mit Kurt Maflin ein weiterer Mitfavorit vom Turnier zurückgezogen.
| Pos. | Spieler         | Partien | Partien | Partien | Frames | Frames | Frames | Punkte |
| Pos. | Spieler         | =       | G       | V       | G      | V      | ±      | Punkte |
| ---- | --------------- | ------- | ------- | ------- | ------ | ------ | ------ | ------ |
| 1    | Mark Williams   | 7       | 6       | 1       | 12     | 2      | +10    | 18     |
| 2    | Robert Milkins  | 7       | 6       | 1       | 12     | 3      | +9     | 18     |
| 3    | Nigel Bond      | 7       | 4       | 3       | 9      | 7      | +2     | 12     |
| 4    | Robbie Williams | 7       | 4       | 3       | 9      | 8      | +1     | 12     |
| 5    | Oliver Brown    | 7       | 4       | 3       | 8      | 8      | ±0     | 12     |
| 6    | Gao Yang        | 7       | 2       | 5       | 5      | 12     | −7     | 6      |
| 7    | Alex Clenshaw   | 7       | 1       | 6       | 5      | 12     | −7     | 3      |
| 8    | Florian Nüßle   | 7       | 1       | 6       | 4      | 12     | −8     | 3      |

Einzelergebnisse
| Spiel | Spieler 1      | Ergebnis | Spieler 2       |
| ----- | -------------- | -------- | --------------- |
| 1     | Mark Williams  | 02:02    | Oliver Brown    |
| 2     | Alex Clenshaw  | 20:20    | Florian Nüßle   |
| 3     | Robert Milkins | 12:12    | Gao Yang        |
| 4     | Nigel Bond     | 12:12    | Robbie Williams |
| 5     | Mark Williams  | 02:02    | Florian Nüßle   |
| 6     | Alex Clenshaw  | 21:21    | Gao Yang        |
| 7     | Robert Milkins | 02:02    | Robbie Williams |
| 8     | Nigel Bond     | 21:21    | Oliver Brown    |
| 9     | Mark Williams  | 02:02    | Gao Yang        |
| 10    | Alex Clenshaw  | 21:21    | Robbie Williams |
| 11    | Robert Milkins | 20:20    | Nigel Bond      |
| 12    | Florian Nüßle  | 20:20    | Oliver Brown    |
| 13    | Mark Williams  | 02:02    | Robbie Williams |
| 14    | Alex Clenshaw  | 02:02    | Nigel Bond      |

| Spiel | Spieler 1       | Ergebnis | Spieler 2      |
| ----- | --------------- | -------- | -------------- |
| 15    | Robert Milkins  | 02:02    | Oliver Brown   |
| 16    | Gao Yang        | 12:12    | Florian Nüßle  |
| 17    | Mark Williams   | 02:02    | Nigel Bond     |
| 18    | Alex Clenshaw   | 20:20    | Robert Milkins |
| 19    | Robbie Williams | 12:12    | Florian Nüßle  |
| 20    | Gao Yang        | 20:20    | Oliver Brown   |
| 21    | Mark Williams   | 20:20    | Robert Milkins |
| 22    | Alex Clenshaw   | 21:21    | Oliver Brown   |
| 23    | Nigel Bond      | 02:02    | Florian Nüßle  |
| 24    | Robbie Williams | 02:02    | Gao Yang       |
| 25    | Mark Williams   | 02:02    | Alex Clenshaw  |
| 26    | Robert Milkins  | 02:02    | Florian Nüßle  |
| 27    | Nigel Bond      | 02:02    | Gao Yang       |
| 28    | Robbie Williams | 02:02    | Oliver Brown   |

### Zweite Runde

#### Gruppe 1
Die Spiele der Gruppe 1 fanden am 17. März statt. Die beiden Bestplatzierten in der Weltrangliste, Nummer 12 Mark Williams und Nummer 24 Ali Carter, setzten sich am Ende auch durch. Williams war einer von drei punktgleichen Spielern, und obwohl er beide direkte Vergleiche verloren hatte, setzte er sich dank des besten Frameverhältnisses durch.
| Pos. | Spieler          | Partien | Partien | Partien | Frames | Frames | Frames | Punkte |
| Pos. | Spieler          | =       | G       | V       | G      | V      | ±      | Punkte |
| ---- | ---------------- | ------- | ------- | ------- | ------ | ------ | ------ | ------ |
| 1    | Ali Carter       | 7       | 6       | 1       | 12     | 4      | +8     | 18     |
| 2    | Mark Williams    | 7       | 5       | 2       | 12     | 6      | +6     | 15     |
| 3    | Martin O’Donnell | 7       | 5       | 2       | 11     | 6      | +5     | 15     |
| 4    | Sunny Akani      | 7       | 5       | 2       | 12     | 8      | +4     | 15     |
| 5    | Lü Haotian       | 7       | 2       | 5       | 7      | 11     | −4     | 6      |
| 6    | Louis Heathcote  | 7       | 2       | 5       | 7      | 12     | −5     | 6      |
| 7    | James Cahill     | 7       | 2       | 5       | 5      | 11     | −6     | 6      |
| 8    | Ben Hancorn      | 7       | 1       | 6       | 4      | 12     | −8     | 3      |

Einzelergebnisse
| Spiel | Spieler 1        | Ergebnis | Spieler 2       |
| ----- | ---------------- | -------- | --------------- |
| 1     | Ben Hancorn      | 21:21    | Sunny Akani     |
| 2     | Martin O’Donnell | 02:02    | James Cahill    |
| 3     | Mark Williams    | 12:12    | Lü Haotian      |
| 4     | Ali Carter       | 02:02    | Louis Heathcote |
| 5     | Ben Hancorn      | 02:02    | James Cahill    |
| 6     | Martin O’Donnell | 02:02    | Lü Haotian      |
| 7     | Mark Williams    | 12:12    | Louis Heathcote |
| 8     | Ali Carter       | 12:12    | Sunny Akani     |
| 9     | Ben Hancorn      | 20:20    | Lü Haotian      |
| 10    | Martin O’Donnell | 12:12    | Louis Heathcote |
| 11    | Mark Williams    | 02:02    | Ali Carter      |
| 12    | James Cahill     | 12:12    | Sunny Akani     |
| 13    | Ben Hancorn      | 21:21    | Louis Heathcote |
| 14    | Martin O’Donnell | 20:20    | Ali Carter      |

| Spiel | Spieler 1        | Ergebnis | Spieler 2        |
| ----- | ---------------- | -------- | ---------------- |
| 15    | Mark Williams    | 21:21    | Sunny Akani      |
| 16    | Lü Haotian       | 20:20    | James Cahill     |
| 17    | Ben Hancorn      | 20:20    | Ali Carter       |
| 18    | Martin O’Donnell | 12:12    | Mark Williams    |
| 19    | Louis Heathcote  | 12:12    | James Cahill     |
| 20    | Lü Haotian       | 21:21    | Sunny Akani      |
| 21    | Ben Hancorn      | 20:20    | Mark Williams    |
| 22    | Martin O’Donnell | 21:21    | Sunny Akani      |
| 23    | Ali Carter       | 02:02    | James Cahill     |
| 24    | Louis Heathcote  | 21:21    | Lü Haotian       |
| 25    | Ben Hancorn      | 20:20    | Martin O’Donnell |
| 26    | Mark Williams    | 02:02    | James Cahill     |
| 27    | Ali Carter       | 12:12    | Lü Haotian       |
| 28    | Louis Heathcote  | 20:20    | Sunny Akani      |

#### Gruppe 2
Die Spiele der Gruppe 2 fanden am 18. März statt. Von den beiden Top-10-Spielern in der Gruppe setzte sich nur Kyren Wilson durch, und er musste dafür im letzten Match den Entscheidungsframe gewinnen. Shaun Murphy schied dagegen mit nur 3 Siegen aus und machte damit den Platz frei für die Nummer 34 der Weltrangliste Xiao Guodong, der als Zweiter in die Finalgruppe vorrückte.
| Pos. | Spieler           | Partien | Partien | Partien | Frames | Frames | Frames | Punkte |
| Pos. | Spieler           | =       | G       | V       | G      | V      | ±      | Punkte |
| ---- | ----------------- | ------- | ------- | ------- | ------ | ------ | ------ | ------ |
| 1    | Kyren Wilson      | 7       | 5       | 2       | 12     | 6      | +6     | 15     |
| 2    | Xiao Guodong      | 7       | 5       | 2       | 12     | 6      | +6     | 15     |
| 3    | Ben Woollaston    | 7       | 5       | 2       | 12     | 8      | +4     | 15     |
| 4    | Stuart Carrington | 7       | 4       | 3       | 11     | 8      | +3     | 12     |
| 5    | Robert Milkins    | 7       | 3       | 4       | 11     | 9      | +2     | 9      |
| 6    | Shaun Murphy      | 7       | 3       | 4       | 7      | 10     | −3     | 9      |
| 7    | Zhao Xintong      | 7       | 2       | 5       | 7      | 12     | −5     | 6      |
| 8    | Lu Ning           | 7       | 1       | 6       | 4      | 13     | −9     | 3      |

Einzelergebnisse
| Spiel | Spieler 1         | Ergebnis | Spieler 2         |
| ----- | ----------------- | -------- | ----------------- |
| 1     | Zhao Xintong      | 12:12    | Lu Ning           |
| 2     | Shaun Murphy      | 12:12    | Stuart Carrington |
| 3     | Kyren Wilson      | 02:02    | Robert Milkins    |
| 4     | Ben Woollaston    | 21:21    | Xiao Guodong      |
| 5     | Zhao Xintong      | 20:20    | Stuart Carrington |
| 6     | Shaun Murphy      | 21:21    | Robert Milkins    |
| 7     | Kyren Wilson      | 12:12    | Xiao Guodong      |
| 8     | Ben Woollaston    | 12:12    | Lu Ning           |
| 9     | Zhao Xintong      | 21:21    | Robert Milkins    |
| 10    | Shaun Murphy      | 20:20    | Xiao Guodong      |
| 11    | Kyren Wilson      | 21:21    | Ben Woollaston    |
| 12    | Stuart Carrington | 02:02    | Lu Ning           |
| 13    | Zhao Xintong      | 20:20    | Xiao Guodong      |
| 14    | Shaun Murphy      | 20:20    | Ben Woollaston    |

| Spiel | Spieler 1      | Ergebnis | Spieler 2         |
| ----- | -------------- | -------- | ----------------- |
| 15    | Kyren Wilson   | 02:02    | Lu Ning           |
| 16    | Robert Milkins | 12:12    | Stuart Carrington |
| 17    | Zhao Xintong   | 21:21    | Ben Woollaston    |
| 18    | Shaun Murphy   | 20:20    | Kyren Wilson      |
| 19    | Xiao Guodong   | 21:21    | Stuart Carrington |
| 20    | Robert Milkins | 21:21    | Lu Ning           |
| 21    | Zhao Xintong   | 12:12    | Kyren Wilson      |
| 22    | Shaun Murphy   | 02:02    | Lu Ning           |
| 23    | Ben Woollaston | 21:21    | Stuart Carrington |
| 24    | Xiao Guodong   | 12:12    | Robert Milkins    |
| 25    | Zhao Xintong   | 21:21    | Shaun Murphy      |
| 26    | Kyren Wilson   | 12:12    | Stuart Carrington |
| 27    | Ben Woollaston | 12:12    | Robert Milkins    |
| 28    | Xiao Guodong   | 02:02    | Lu Ning           |

#### Gruppe 3
Die Spiele der Gruppe 3 fanden am 19. März statt. Sam Craigie, Nummer 65 der Weltrangliste, überraschte in der Gruppe: An 7 gesetzt zog er an allen vorbei und wurde Gruppensieger. Die beiden Favoriten Jack Lisowski und Barry Hawkins, beide aus den Top 16, duellierten sich um Platz 2, bei Punkt- und Framegleichheit entschied der 2:1-Sieg im direkten Vergleich zugunsten von Lisowski.
| Pos. | Spieler        | Partien | Partien | Partien | Frames | Frames | Frames | Punkte |
| Pos. | Spieler        | =       | G       | V       | G      | V      | ±      | Punkte |
| ---- | -------------- | ------- | ------- | ------- | ------ | ------ | ------ | ------ |
| 1    | Sam Craigie    | 7       | 5       | 2       | 11     | 5      | +6     | 15     |
| 2    | Jack Lisowski  | 7       | 5       | 2       | 11     | 8      | +3     | 15     |
| 3    | Barry Hawkins  | 7       | 5       | 2       | 11     | 8      | +3     | 15     |
| 4    | Luca Brecel    | 7       | 4       | 3       | 9      | 7      | +2     | 12     |
| 5    | Mark Davis     | 7       | 4       | 3       | 9      | 8      | +1     | 12     |
| 6    | Joe Perry      | 7       | 2       | 5       | 7      | 11     | −4     | 6      |
| 7    | Luo Honghao    | 7       | 2       | 5       | 7      | 11     | −4     | 6      |
| 8    | Fergal O’Brien | 7       | 1       | 6       | 5      | 12     | −7     | 3      |

Einzelergebnisse
| Spiel | Spieler 1     | Ergebnis | Spieler 2      |
| ----- | ------------- | -------- | -------------- |
| 1     | Barry Hawkins | 02:02    | Luca Brecel    |
| 2     | Joe Perry     | 21:21    | Mark Davis     |
| 3     | Luo Honghao   | 21:21    | Sam Craigie    |
| 4     | Jack Lisowski | 02:02    | Fergal O’Brien |
| 5     | Barry Hawkins | 12:12    | Mark Davis     |
| 6     | Joe Perry     | 20:20    | Sam Craigie    |
| 7     | Luo Honghao   | 12:12    | Fergal O’Brien |
| 8     | Jack Lisowski | 12:12    | Luca Brecel    |
| 9     | Barry Hawkins | 12:12    | Sam Craigie    |
| 10    | Joe Perry     | 02:02    | Fergal O’Brien |
| 11    | Luo Honghao   | 21:21    | Jack Lisowski  |
| 12    | Mark Davis    | 20:20    | Luca Brecel    |
| 13    | Barry Hawkins | 12:12    | Fergal O’Brien |
| 14    | Joe Perry     | 20:20    | Jack Lisowski  |

| Spiel | Spieler 1      | Ergebnis | Spieler 2     |
| ----- | -------------- | -------- | ------------- |
| 15    | Luo Honghao    | 20:20    | Luca Brecel   |
| 16    | Sam Craigie    | 20:20    | Mark Davis    |
| 17    | Barry Hawkins  | 21:21    | Jack Lisowski |
| 18    | Joe Perry      | 12:12    | Luo Honghao   |
| 19    | Fergal O’Brien | 02:02    | Mark Davis    |
| 20    | Sam Craigie    | 02:02    | Luca Brecel   |
| 21    | Barry Hawkins  | 20:20    | Luo Honghao   |
| 22    | Joe Perry      | 21:21    | Luca Brecel   |
| 23    | Jack Lisowski  | 21:21    | Mark Davis    |
| 24    | Fergal O’Brien | 20:20    | Sam Craigie   |
| 25    | Barry Hawkins  | 12:12    | Joe Perry     |
| 26    | Luo Honghao    | 20:20    | Mark Davis    |
| 27    | Jack Lisowski  | 20:20    | Sam Craigie   |
| 28    | Fergal O’Brien | 20:20    | Luca Brecel   |

#### Gruppe 4
Die Spiele der Gruppe 4 fanden am 20. März statt. Trotz einer Auftaktniederlage setzte sich der Weltranglistenerste Judd Trump souverän durch. Die Nummer 3 Mark Selby verlor dagegen die ersten beiden Partien und hatte nach der dritten Niederlage gegen Trump keine Chance mehr auf ein Weiterkommen. Stuart Bingham ergriff die Gelegenheit und zog als zweiter Spieler in die Finalgruppe ein.
| Pos. | Spieler        | Partien | Partien | Partien | Frames | Frames | Frames | Punkte |
| Pos. | Spieler        | =       | G       | V       | G      | V      | ±      | Punkte |
| ---- | -------------- | ------- | ------- | ------- | ------ | ------ | ------ | ------ |
| 1    | Judd Trump     | 7       | 6       | 1       | 12     | 6      | +6     | 18     |
| 2    | Stuart Bingham | 7       | 5       | 2       | 11     | 5      | +6     | 15     |
| 3    | Ryan Day       | 7       | 4       | 3       | 9      | 7      | +2     | 12     |
| 4    | Dominic Dale   | 7       | 4       | 3       | 8      | 9      | −1     | 12     |
| 5    | Mark Selby     | 7       | 3       | 4       | 8      | 8      | ±0     | 9      |
| 6    | Zhou Yuelong   | 7       | 3       | 4       | 9      | 10     | −1     | 9      |
| 7    | Ricky Walden   | 7       | 2       | 5       | 8      | 12     | −4     | 6      |
| 8    | Oliver Lines   | 7       | 1       | 6       | 5      | 13     | −8     | 3      |

Einzelergebnisse
| Spiel | Spieler 1      | Ergebnis | Spieler 2    |
| ----- | -------------- | -------- | ------------ |
| 1     | Stuart Bingham | 02:02    | Ricky Walden |
| 2     | Judd Trump     | 20:20    | Dominic Dale |
| 3     | Oliver Lines   | 20:20    | Ryan Day     |
| 4     | Mark Selby     | 21:21    | Zhou Yuelong |
| 5     | Stuart Bingham | 02:02    | Dominic Dale |
| 6     | Judd Trump     | 12:12    | Ryan Day     |
| 7     | Oliver Lines   | 12:12    | Zhou Yuelong |
| 8     | Mark Selby     | 21:21    | Ricky Walden |
| 9     | Stuart Bingham | 20:20    | Ryan Day     |
| 10    | Judd Trump     | 02:02    | Zhou Yuelong |
| 11    | Oliver Lines   | 20:20    | Mark Selby   |
| 12    | Dominic Dale   | 12:12    | Ricky Walden |
| 13    | Stuart Bingham | 12:12    | Zhou Yuelong |
| 14    | Judd Trump     | 02:02    | Mark Selby   |

| Spiel | Spieler 1      | Ergebnis | Spieler 2    |
| ----- | -------------- | -------- | ------------ |
| 15    | Oliver Lines   | 21:21    | Ricky Walden |
| 16    | Ryan Day       | 02:02    | Dominic Dale |
| 17    | Stuart Bingham | 02:02    | Mark Selby   |
| 18    | Judd Trump     | 12:12    | Oliver Lines |
| 19    | Zhou Yuelong   | 21:21    | Dominic Dale |
| 20    | Ryan Day       | 12:12    | Ricky Walden |
| 21    | Stuart Bingham | 02:02    | Oliver Lines |
| 22    | Judd Trump     | 12:12    | Ricky Walden |
| 23    | Mark Selby     | 02:02    | Dominic Dale |
| 24    | Zhou Yuelong   | 02:02    | Ryan Day     |
| 25    | Stuart Bingham | 21:21    | Judd Trump   |
| 26    | Oliver Lines   | 21:21    | Dominic Dale |
| 27    | Mark Selby     | 02:02    | Ryan Day     |
| 28    | Zhou Yuelong   | 12:12    | Ricky Walden |

### Finalgruppe
Die jeweils ersten beiden Spieler der Zweitrundengruppen haben sich für die abschließende Runde qualifiziert.
Die Spiele der Finalgruppe fanden am 21. März statt. Souveräner Erster wurde der Waliser Mark Williams. Schon nach 6 Runden stand sein Sieg fest, die abschließende Niederlage konnte er verschmerzen. Der Weltranglistenerste Judd Trump war nach Niederlagen gegen Williams und Sam Craigie früh aus dem Rennen. Noch schlechter erging es den anderen beiden Top-16-Spielern Kyren Wilson und Jack Lisowski, die sich am Tabellenende wiederfanden, Lisowski blieb sogar ohne jeden Sieg. Beide verloren ebenfalls gegen Craigie. Die Nummer 62 der Weltrangliste war die große Überraschung und wurde nur von Williams und Ali Carter übertroffen.
| Pos. | Spieler        | Partien | Partien | Partien | Frames | Frames | Frames | Punkte |
| Pos. | Spieler        | =       | G       | V       | G      | V      | ±      | Punkte |
| ---- | -------------- | ------- | ------- | ------- | ------ | ------ | ------ | ------ |
| 1    | Mark Williams  | 7       | 6       | 1       | 13     | 5      | +8     | 18     |
| 2    | Ali Carter     | 7       | 5       | 2       | 12     | 5      | +7     | 15     |
| 3    | Sam Craigie    | 7       | 5       | 2       | 11     | 6      | +5     | 15     |
| 4    | Judd Trump     | 7       | 4       | 3       | 8      | 6      | +2     | 12     |
| 5    | Stuart Bingham | 7       | 4       | 3       | 8      | 8      | ±0     | 12     |
| 6    | Xiao Guodong   | 7       | 3       | 4       | 7      | 10     | −3     | 9      |
| 7    | Kyren Wilson   | 7       | 1       | 6       | 5      | 13     | −8     | 3      |
| 8    | Jack Lisowski  | 7       | 0       | 7       | 3      | 14     | −11    | 0      |

Einzelergebnisse
| Spiel | Spieler 1     | Ergebnis | Spieler 2      |
| ----- | ------------- | -------- | -------------- |
| 1     | Ali Carter    | 02:02    | Stuart Bingham |
| 2     | Kyren Wilson  | 12:12    | Jack Lisowski  |
| 3     | Sam Craigie   | 02:02    | Xiao Guodong   |
| 4     | Judd Trump    | 20:20    | Mark Williams  |
| 5     | Ali Carter    | 02:02    | Jack Lisowski  |
| 6     | Kyren Wilson  | 21:21    | Xiao Guodong   |
| 7     | Sam Craigie   | 20:20    | Mark Williams  |
| 8     | Judd Trump    | 02:02    | Stuart Bingham |
| 9     | Ali Carter    | 21:21    | Xiao Guodong   |
| 10    | Kyren Wilson  | 21:21    | Mark Williams  |
| 11    | Sam Craigie   | 02:02    | Judd Trump     |
| 12    | Jack Lisowski | 21:21    | Stuart Bingham |
| 13    | Ali Carter    | 21:21    | Mark Williams  |
| 14    | Kyren Wilson  | 20:20    | Judd Trump     |

| Spiel | Spieler 1     | Ergebnis | Spieler 2      |
| ----- | ------------- | -------- | -------------- |
| 15    | Sam Craigie   | 02:02    | Stuart Bingham |
| 16    | Xiao Guodong  | 02:02    | Jack Lisowski  |
| 17    | Ali Carter    | 02:02    | Judd Trump     |
| 18    | Kyren Wilson  | 21:21    | Sam Craigie    |
| 19    | Mark Williams | 02:02    | Jack Lisowski  |
| 20    | Xiao Guodong  | 20:20    | Stuart Bingham |
| 21    | Ali Carter    | 12:12    | Sam Craigie    |
| 22    | Kyren Wilson  | 20:20    | Stuart Bingham |
| 23    | Judd Trump    | 02:02    | Jack Lisowski  |
| 24    | Mark Williams | 12:12    | Xiao Guodong   |
| 25    | Ali Carter    | 02:02    | Kyren Wilson   |
| 26    | Sam Craigie   | 12:12    | Jack Lisowski  |
| 27    | Judd Trump    | 02:02    | Xiao Guodong   |
| 28    | Mark Williams | 21:21    | Stuart Bingham |

## Century-Breaks
67 Spieler erzielten im Laufe des Turniers 146 Breaks von 100 oder mehr Punkten. Gary Wilson gelangen 147 Punkte am Stück, es war das 166. offizielle Maximum Break im Snooker. Der Zweitplatzierte Ali Carter erzielte 8 Century-Breaks, mehr als alle anderen Spieler. Mit 7 Centurys folgten Kyren Wilson und Judd Trump, zwei weitere Finalgruppenteilnehmer.
| Gary Wilson           | 147, 106                               |
| Zhao Xintong          | 143, 133, 105, 101, 100                |
| Sam Craigie           | 143, 132, 128, 115, 112, 100           |
| Jimmy Robertson       | 143, 101, 100                          |
| Mark Selby            | 142, 140, 125, 116                     |
| Joe Perry             | 142, 135, 109                          |
| Robert Milkins        | 142, 115, 102                          |
| Ali Carter            | 141, 135, 130, 129, 115, 103, 101, 100 |
| Ronnie O’Sullivan     | 141                                    |
| Rod Lawler            | 140                                    |
| Elliot Slessor        | 140                                    |
| Jimmy White           | 140                                    |
| Mitchell Mann         | 138                                    |
| Ben Woollaston        | 137, 135, 103                          |
| Stuart Bingham        | 137, 134, 124, 117                     |
| Stuart Carrington     | 137, 120                               |
| Lü Haotian            | 137, 110                               |
| Zhou Yuelong          | 136, 134, 111                          |
| Anthony McGill        | 136, 115, 112                          |
| Yuan Sijun            | 136, 115                               |
| Anthony Hamilton      | 136                                    |
| Kyren Wilson          | 135, 132, 129, 126, 113, 104, 101      |
| Joe O’Connor          | 135                                    |
| Fergal O’Brien        | 134, 133, 117, 113                     |
| Paul Davison          | 134                                    |
| Lu Ning               | 133, 131, 105                          |
| Ashley Hugill         | 133                                    |
| Alexander Ursenbacher | 132, 117, 108, 100                     |
| Barry Hawkins         | 132, 105                               |
| Ricky Walden          | 129                                    |
| Judd Trump            | 128, 121, 118, 116 (2 ×), 101, 100     |
| Xiao Guodong          | 127, 126, 123, 104                     |
| Florian Nüßle         | 127                                    |
| Tian Pengfei          | 126                                    |

| Jamie Jones       | 125, 107                |
| Martin O’Donnell  | 124, 116                |
| Nigel Bond        | 122                     |
| Jackson Page      | 122                     |
| Shaun Murphy      | 121, 116, 107, 106, 104 |
| Chen Zifan        | 121                     |
| Luca Brecel       | 120, 102                |
| Oliver Lines      | 120                     |
| Igor Figueiredo   | 115, 100                |
| Chris Wakelin     | 113, 101                |
| Louis Heathcote   | 113                     |
| Jak Jones         | 111                     |
| Alan McManus      | 111                     |
| Noppon Saengkham  | 111                     |
| Brian Ochoiski    | 110                     |
| Mark Williams     | 108, 102, 101           |
| Michael Holt      | 107, 105                |
| Zhao Jianbo       | 107, 101                |
| Xu Si             | 107                     |
| Jack Lisowski     | 106, 103, 102           |
| Dylan Emery       | 106                     |
| Jordan Brown      | 105                     |
| Jamie Clarke      | 105                     |
| Allan Taylor      | 104, 102                |
| Kacper Filipiak   | 103                     |
| David Gilbert     | 102                     |
| Steven Hallworth  | 102                     |
| Mark Davis        | 102                     |
| Ryan Day          | 101, 100                |
| Li Hang           | 101                     |
| Andrew Higginson  | 101                     |
| Simon Lichtenberg | 100                     |
| Riley Parsons     | 100                     |